# Pauvres Imbéciles
Pauvres Imbéciles (titre original : Silly Asses) est une courte nouvelle de science-fiction d'Isaac Asimov, parue aux États-Unis en février 1958 dans le magazine Future Science Fiction, puis publiée en France dans le recueil Cher Jupiter.

## Résumé
Le très vieux et très sage extraterrestre chargé d'admettre les races intelligentes dans la communauté universelle est satisfait : une nouvelle planète va être admise, car elle a franchi le seuil de la fusion nucléaire. Ce critère décisif la qualifie pour être contactée et participer à la culture cosmique.
Sauf que les Terriens, car ce sont eux, n'ont pas encore de vaisseaux spatiaux ! Mais alors, demande-t-il, où font-ils leurs essais atomiques ? Sur leur propre planète…
Déçu, l'extraterrestre raye alors l'humanité de la liste des espèces véritablement intelligentes et ajoute pour lui-même : « Pauvres imbéciles ».